# Pariconha
Pariconha è un comune del Brasile nello Stato dell'Alagoas, parte della mesoregione di Sertão Alagoano e della microregione di Serrana do Sertão Alagoano.